# 波尔菲里·克雷洛夫
波尔菲里·尼基季奇·克雷洛夫（俄语：Порфи́рий Ники́тич Крыло́в，1902年8月9日（22日）—1990年5月15日）是苏联画家、艺术家、漫画家，与米哈伊尔·库普里亚诺夫、尼古拉·索科洛夫曾共同组团用库克雷尼克塞笔名进行创作。